# Da Nang internationella flygplats
Da Nang internationella flygplats (IATA: DAD, ICAO: VVDN) (vietnamesiska: Sân bay Quốc tế Đà Nẵng) är en internationell flygplats som betjänar området i centrala Vietnam, särskilt Da Nang, den största staden där. Det är den tredje internationella flygplatsen i landet, efter Noi Bai International Airport (Hanoi) och Tan Son Nhat International Airport (Ho Chi Minh City).

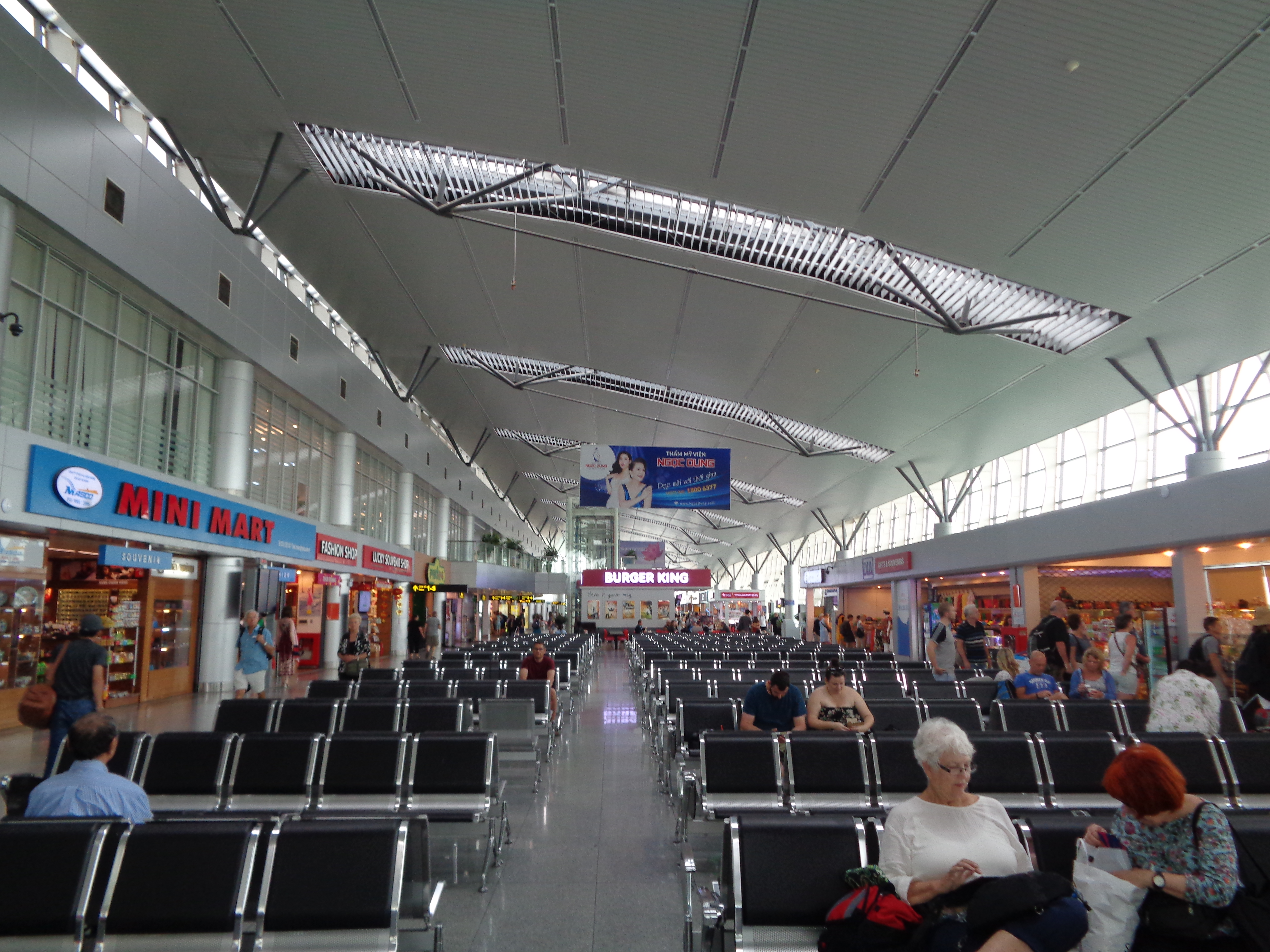
Interiör av International Terminal på Da Nang Airport

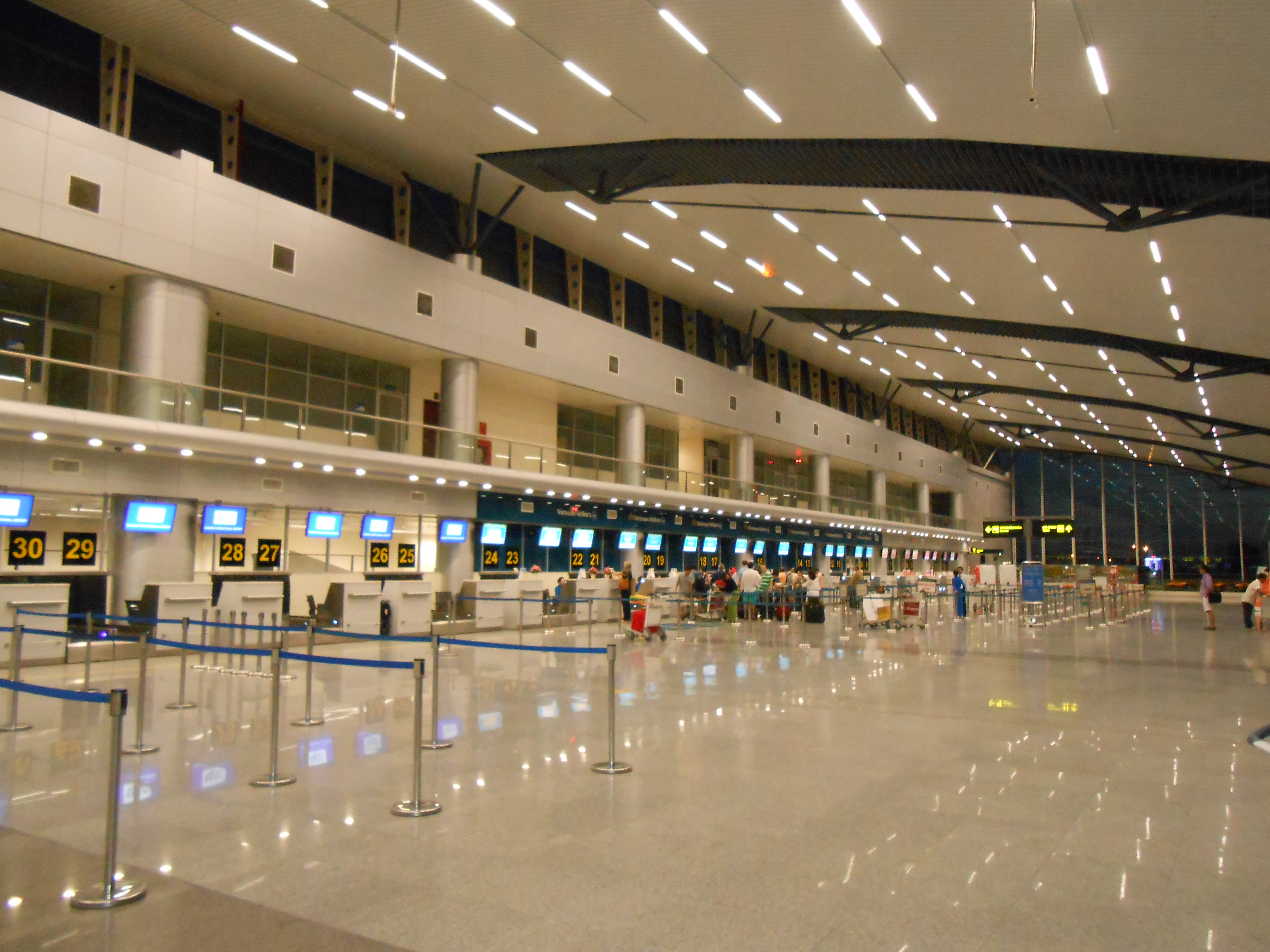
Avgångshallen.

Utöver dess civila luftfart delas banan med det vietnamesiska flygvapnet (VPAF, Không Quân Nhân Dân Việt Nam), även om militära aktiviteter nu (2020) är mycket begränsade. Flygplatsen betjänade 5 miljoner passagerare 2014 och nådde det passagerarantalet cirka sex år tidigare än väntat. Flygplatsen har två separata terminaler för internationella och inhemska passagerare och hade en total passagerarkapacitet på 11 miljoner per år 2018. Hanoi-Danang och Ho Chi Minh City-Danang-linjerna har 319 respektive 250 flygningar per vecka och är, i ordning, de andra och tredje mest trafikerade flyglinjerna i Vietnam efter Hanoi-Ho Chi Minh-rutten (475 flygningar).

## Historik
Beläget på platt sandig mark på södra sidan av den stora hamnstaden Da Nang, var området idealiskt för ett flygfält, med obehindrade inflygningar till dess nord-sydliga landningsbanor. Tourane flygplats byggdes av den franska kolonialregeringen på 1940-talet som en civil flygplats. Under andra världskriget, och den japanska ockupationen av Franska Indokina, använde den kejserliga japanska arméns flygvapen det som en militär flygbas.
Efter kriget användes anläggningen av det franska flygvapnet under det franska Indokinakriget (1945–1954). År 1953/54 anlade fransmännen en 2 400-meters asfaltbana enligt NATO-standard vid Tourane och stationerade utlånade amerikanska B-26 Invaders från Groupe de Bombardement 1/19 Gascogne. År 1954 efter fredsavtalet i Genève, återlämnades dessa B-26:or till USA.
År 1955 övertog det nyetablerade flygvapnet i Vietnam (VNAF) en symbolisk styrka på femtioåtta flygplan från fransmännen. Bland dessa fanns några skvadroner av Cessna L-19 spaningsflygplan, C-47 transportplan och olika bruksflygplan. Tourane Airfield överlämnades till civilt bruk, där sydvietnameserna använde faciliteterna i Bien Hoa, Nha Trang och vid Tan Son Nhut, nära Saigon.
År 1957 återupprättade VNAF en närvaro på den omdöpta flygplatsen Da Nang, och stationerade den 1:a sambandsskvadronen med Cessna L-19:or. Den sydvietnamesiska armén (ARVN) använde också Da Nang som en utbildningsanläggning för rangering. Air Vietnam använde också anläggningen från 1951 till 1975 för civila inrikes- och internationella flygningar inom Sydostasien.
Under Vietnamkriget (1959–1975) var anläggningen känd som Da Nang Air Base och var en stor militärbas för USA. En gång lite mer än ett provinsiellt flygfält utökades anläggningen till 950 ha med två 3 048-meters asfaltbanor med betongslandningsplattor, parallella taxibanor och en heliport.
Under kriget opererade VNAF:s 1st Air Division, och USAF:s 23d Air Base Group, 6252nd Tactical Wing, 35th Tactical Fighter Wing, 366th Tactical Fighter Wing, 362nd Tactical Electronic Warfare Squadron och U.S. Navy (en avdelning av VQ-1) från basen.
Enligt transportministeriets förordning som utfärdades den 27 juli 2020 stängdes flygplatsen tillfälligt från 28 juli till 7 september för att förhindra ett utbrott utbrott av covid-19 i staden.

## Flygbolag och destinationer
| Flygbolag           | Destinationer |
| ------------------- | --- |
| AirAsia             | Kuala Lumpur–International |
| Air Busan           | Busan, Seoul–Incheon |
| Air Macau           | Macau |
| Air Seoul           | Seoul–Incheon |
| Asiana Airlines     | Seoul–Incheon |
| Bamboo Airways      | Buon Ma Thuot, Can Tho, Con Dao, Da Lat, Hai Phong, Hanoi, Ho Chi Minh City, Kaohsiung, Nha Trang, Phu Quoc, Pleiku, Seoul–Incheon Charter: Taichung |
| Batik Air Malaysia  | Kuala Lumpur–International |
| Cambodia Angkor Air | Phnom Penh (suspended), Siem Reap |
| Cebu Pacific        | Manila (begins 7 December 2023) |
| China Airlines      | Taipei–Taoyuan |
| Eastar Jet          | Seoul–Incheon |
| EVA Air             | Taipei–Taoyuan |
| Fly Gangwon         | Yangyang |
| Hai Au Aviation     | Dong Hoi, Hue |
| HK Express          | Hong Kong |
| Jeju Air            | Busan, Seoul–Incheon Seasonal: Muan |
| Jin Air             | Busan, Seoul–Incheon |
| Korean Air          | Seoul–Incheon |
| Lao Airlines        | Vientiane |
| Pacific Airlines    | Ho Chi Minh City, Muan Seasonal: Phu Quoc Charter: Macau |
| Singapore Airlines  | Singapore |
| Starlux Airlines    | Taipei–Taoyuan |
| Thai AirAsia        | Bangkok–Don Mueang, Chiang Mai |
| Thai VietJet Air    | Bangkok–Suvarnabhumi |
| Tigerair Taiwan     | Kaohsiung, Taichung, Taipei–Taoyuan |
| T'way Air           | Cheongju, Daegu, Seoul–Incheon Seasonal charter: Jeju |
| VietJet Air         | Buon Ma Thuot, Busan, Can Tho, Daegu, Da Lat, Denpasar, Hai Phong, Hangzhou, Hanoi, Ho Chi Minh City, Hong Kong, Muan, Nha Trang, Phu Quoc, Seoul–Incheon, Singapore, Thanh Hoa, Tokyo–Haneda, Vinh Seasonal: Ahmedabad, Delhi, Mumbai Charter: Macau, Taichung, Taipei–Taoyuan                                                                                          |
| Vietnam Airlines    | Bangkok–Don Mueang (begins 29 November 2023), Buon Ma Thuot, Busan, Can Tho, Chengdu–Tianfu, Da Lat, Guangzhou, Hai Phong, Ha Long, Hangzhou, Hanoi, Ho Chi Minh City, Kuala Lumpur–International, Nha Trang, Osaka–Kansai, Phu Quoc, Seoul–Incheon, Shanghai–Pudong, Singapore, Thanh Hoa, Tokyo–Narita Charter: Guiyang, Ibaraki, Lanzhou, Taipei–Taoyuan, Wuhan, Xian |